# 弗朗茨·鮑爾-托伊斯爾
弗朗茨·鮑爾-托伊斯爾（Franz Bauer-Theussl，1928年9月25日—2010年4月30日），生於奧地利齊林多夫，奧地利指揮家。 

## 生平
弗朗茨·鮑爾-托伊斯爾在維也納音樂學院學習鋼琴，畢業後作克萊門斯·克勞斯最後一位學生。
他的首演是在1957年3月4日在維也納人民歌劇院指揮弗朗茲·雷哈爾的微笑之國。在他第一個樂季也指揮了蝙蝠、瑪爾塔（1957年9月28日首演）、Wiener Blut、弄臣、吉普賽男爵、Ein Walzertraum、Der Bettelstudent。在接下來的三十年他指揮維也納人民歌劇院的26場首演。
他也曾擔任巴登市立劇院的司樂長、薩爾茨堡州立劇院的歌劇指導、在阿姆斯特丹當音樂總監。
他是默比施湖上音樂節其中一名創辦者，也是首位指揮。他在布雷根茨藝術節上多次指揮維也納交響樂團演出。
為紀念弗朗茲·雷哈爾百歲生辰，1970年4月他在巴特伊施爾的一場音樂會指揮林茲布魯克納管弦樂團。這時他對薩爾茨卡默古特起了情感，就在阿特湖畔下阿赫定居。
他因著海因茨·康拉茨作定期鋼琴伴奏，而為更廣大公眾認識。
他獲得多項榮譽，包括奧地利科學與藝術一級十字勳章（1979年）和上奧地利州文化獎章（2003年）等。

## 外部連結
- （英文）Famed Austrian conductor Bauer-Theussl turns 80[永久]